# Cryptocarya splendens
Cryptocarya splendens är en lagerväxtart som beskrevs av André Joseph Guillaume Henri Kostermans. Cryptocarya splendens ingår i släktet Cryptocarya och familjen lagerväxter. Inga underarter finns listade i Catalogue of Life.